# 菰田優
菰田 優（こもだ まさる）は、日本の弁護士。元日本弁護士連合会事務総長。現日本弁護士連合会副会長

## 人物・経歴
1978年明治大学法学部法律学科卒業。1984年旧司法試験合格。1987年弁護士登録。2004年第一東京弁護士会副会長。2012年日本弁護士国民年金基金常務理事。2017年日本弁護士連合会常務理事。2018年日本弁護士政治連盟幹事長。同年から日本弁護士連合会事務総長を務め、弁護士による横領事件への対応にあたるなどした。2023年第一東京弁護士会会長。フィギュアスケート選手の佐野稔は長年の友人で、日本フィギュアスケーティングインストラクター協会顧問弁護士なども務めた。